# Vildmark
Vildmark (eller ødemark) defineres som områder, der ikke er væsentligt forstyrret af menneskelig aktivitet. Vildmarker er ofte ørkner, fjeldegne, urskove, regnskove, stepper, tundraer eller taiga. I Danmark findes ingen vildmarker.
Vildmarken er ikke nødvendigvis ubeboet. Der kan bo urfolk, der ikke påvirker miljøet i væsentlig grad.

## Ordets betydning
Ordet vildmark kommer af den opfattelse, de fleste civiliserede samfund havde af naturen allerede før industrialiseringen, at uberørt natur var utæmmede, ufremkommelige, vilde steder, med vilde, hedenske, barbariske mennesker, vilde dyr og mange andre, både reelle og indbildte farer - kaos (uorden) i modsætning til kosmos (orden).
I dag, da vi har bedre forståelse for naturens sammenhænge på grund af naturvidenskaben, og véd at det er nødvendigt at indrette sig efter den og ikke bekæmpe den, ser helhedsbilledet anderledes ud. Derfor vælger mange i dag termen "ødemark" i stedet for "vildmark".
I Norge defineres "vildmark" som natur beliggende fem kilometer eller mere i luftlinje fra veje og større tekniske indgreb. I starten af 1900-tallet var omkring halvparten af Norges fastlandsareal vildmark; i januar 2013 kun 11,6 %.
I IUCNs internationale naturfredningsstrategi er det betegnelsen for kategori Ib – Wilderness Area, hvor det defineres som store områder der ikke, eller kun i meget lille grad har været påvirket af mennesket; de skal have bevaret deres naturlige karakter og være uden permanent eller betydelig beboelse, og de skal være underlagt fredningsbestemmelser der sikrer bevarelsen af deres naturlige tilstand.

## Ødemark kontra civilisation
De indfødte, som lever i ødemarken, eller de der færdes der for at dyrke vildmarksliv (det kunne være parkbetjente), har den opfattelse, at verdens storbyer er mere "vilde" end ødemarken. I byerne er er der mange flere ukontrollerbare, farefulde faktorer at tage i betragtning. Det kan være for eksempel hektisk trafik, kriminalitet, ghettoer, der for udenforstående kan virke truende. For den professionelle vildmarksvandrer kan man sige, at vildmarken først bliver vildmark i det øjeblik, hvor man kommer ud for en ulykke, der medfører overhængende livsfare, og man er langt fra livreddende hjælp.
Andre igen vil sige, at ødemarker ikke har nogen betydning for menneskets overlevelse og kun er til for at tilfredsstille en flok entusiaster, der romantiserer naturen og et for længst forgået livsgrundlag for urfolk.